# Msida Saint Joseph
Msida Saint Joseph is een Maltese voetbalclub uit Msida.
De club werd in 1906 opgericht en speelde in 1939 voor het eerst in de hoogste klasse, voor één seizoen. Daarna duurde het tot 1967 alvorens de club opnieuw kon promoveren, ook nu was het verblijf van korte duur en in 1969 promoveerde de club weer voor 1 seizoen.
In 1975 promoveerde de club opnieuw en kon het verblijf nu tot 1979 verlengen. Dan duurde het tot 2003 alvorens de club opnieuw aansluiting kon vinden in de hoogste klasse. In 2005 haalde de club de finale van de beker. In 2010 degradeerde de club naar de First Division.

## Erelijst
- Beker van Malta

Finalist: 2005